# Nazionale femminile di pallamano della Polonia
La nazionale di pallamano femminile della Polonia rappresenta la Polonia nelle competizioni internazionali di pallamano femminile e la sua attività è gestita dalla federazione di pallamano della Polonia.

## Competizioni principali

### Mondiali
- 1957: 7º posto
- 1962: 7º posto
- 1965: 8º posto
- 1973: 5º posto
- 1978: 6º posto
- 1986: 13º posto
- 1990: 9º posto
- 1993: 10º posto
- 1997: 8º posto
- 1999: 11º posto
- 2005: 19º posto
- 2007: 11º posto
- 2013: 4º posto
- 2015: 4º posto
- 2017: 17º posto
- 2021: 15º posto

### Europei
- 1996: 11º posto
- 1998: 5º posto
- 2006: 8º posto
- 2014: 11º posto
- 2016: 15º posto